# Wieg van de beschaving
De term wieg van de beschaving (ook wel wieg van de mensheid genoemd) verwijst naar locaties waar volgens de huidige archeologische gegevens de beschaving is ontstaan. Geleerden hebben de beschaving gedefinieerd aan de hand van verschillende criteria, zoals het gebruik van het schrift, steden, een klassenmaatschappij, landbouw, veeteelt, openbare gebouwen, metallurgie en monumentale architectuur.
Vandaag gaat men ervan uit dat er niet één enkele "wieg" was, maar verschillende beschavingen die min of meer onafhankelijk van elkaar ontstonden. De Vruchtbare Sikkel (Mesopotamië en het Oude Egypte) wordt gezien als de vroegste. Andere beschavingen ontstonden in Azië gelegen langs grote rivierdalen, zoals de Indus-Gangesvlakte op het Indisch subcontinent en de Gele Rivier in China. De mate waarin er sprake was van significante invloed tussen de vroege beschavingen van het Nabije Oosten en die van Oost-Azië wordt betwist.
Geleerden accepteren dat de Precolumbiaanse beschavingen van Meso-Amerika en de Andesbeschavingen onafhankelijk zijn ontstaan van die in Eurazië.

## Locaties
Een oude theorie ging ervan uit dat de beschaving begon in de vruchtbare halve maan en van daaruit zich verder verspreidde. Nu neemt men aan dat de beschavingen onafhankelijk van elkaar ontstonden, op verschillende locaties. Ze hebben geconstateerd dat sociaal-culturele ontwikkelingen plaatsvonden in verschillende tijdsfasen. "Sedentaire" en "nomadische" gemeenschappen bleven op elkaar inwerken; ze waren niet strikt verdeeld onder verschillende culturele groepen.
De huidige wetenschap identificeert over het algemeen zes locaties waar de beschaving onafhankelijk is ontstaan:
1. Mesopotamië
2. de Nijl
3. de Indus
4. de Gele Rivier
5. de centrale Andes
6. Meso-Amerika